# Cenocephalus rhinoceroide
Cenocephalus rhinoceroide is een keversoort uit de familie snuitkevers (Curculionidae). De wetenschappelijke naam van de soort werd in 1981 gepubliceerd door Wolfgang Schawaller.